# Batalha (Piauí)
Batalha is een gemeente in de Braziliaanse deelstaat Piauí. De gemeente telt 26.681 inwoners (schatting 2009).
De gemeente grenst aan Joaquim Pires, S.J. do Divino, Piracuruca, Brasileira, Esperantina, Barras en Piripiri.